# کاندایو (نیومکزیکو)
کاندایو (به انگلیسی: Cundiyo) یک منطقهٔ مسکونی در ایالات متحده آمریکا است که در شهرستان سنتافه، نیومکزیکو واقع شده‌است. کاندایو ۱٫۳ کیلومتر مربع مساحت و ۷۲ نفر جمعیت دارد و ۲٬۰۳۱ متر بالاتر از سطح دریا واقع شده‌است.